# بیژن الهی
بیژن الهی شیرازی (۱۶ تیر ۱۳۲۴ - ۹ آذر ۱۳۸۹) شاعر، مترجم، محقق و نقاش ایرانی بود. او از شاعران جریان موسوم به شعر دیگر است.

## زندگی
بیژن الهی در تیرماه ۱۳۲۴ در چهارراه حسن‌آباد، در تهران زاده شد. او تنها فرزند خانواده‌ای متمول بود، که از پدری شیرازی و مادری تبریزی، در تهران زاده شد. دوره اول متوسطه را در «دبیرستان البرز» گذرانید. بعد از نقل مکان از خیابان استخر به منزل دیگری در خیابان شیرکوه زعفرانیه، به «دبیرستان شاپور» در محله تجریش رفت و در آنجا در رشته ریاضی تحصیل کرد. در سال‌های نوجوانی، ذوقی در نقاشی نشان داد و با شرکت در انجمن‌های هنری، نقاشی را پی گرفت. او در نوجوانی در کلاس‌های نقاشی جواد حمیدی شرکت کرد. ورود او به عرصه هنر به جدال با خانواده‌اش انجامید، چرا که مادرش با وجودی که دستی در نقاشی داشت برای تنها فرزندش آینده دیگری می‌خواست. در سال ۱۳۴۲ ترک تحصیل کرد. به سفارش استادش، جواد حمیدی، تعدادی از آثارش را برای چهارمین بی‌ینال فرستاد، اما به اصرار خانواده، از ادامه فعالیت در این عرصه بازماند؛ در نهایت نقاشی را رها و راه دیگری در پیش گرفت. نگاهِ نوگرا و ذهنِ خلاقش را این بار به ساحتِ قلم رسانید و فعالیت‌های ادبی‌اش را پی گرفت. از کافه‌نشینی تا نشست‌های دوستانه، در کنار دیگر هم‌نسلانش که بلند پرواز و آرمان‌خواه بودند، نیما می‌خواندند و به جنبش‌های فکری‌ادبی دنیا چشم داشتند و با وجود تمام سختی‌ها و عدم پذیرش جامعه ادبی، می‌خواستند به دستاوردی نو برای ادبیات فارسی برسند.
ورودش به عرصه مطبوعات در آبان ماه سال ۱۳۴۳، به دعوت فریدون رهنما با شعر «برف» اتفاق افتاد که در جُنگ طرفه چاپ شد. تا اواخر همین دهه در میان هم‌فکرانش، خوب شناخته شده بود؛ در جزوه شعر (۱۳۴۵، همکاری با اسماعیل نوری‌علا)، اندیشه و هنر (۱۳۴۸)، دفترهای روزن (۱۳۴۶)، مجله خوشه (۱۳۴۶)، مجله بررسی کتاب (۱۳۴۹) و هفته نامه تماشا (۱۳۵۳) مجله رستاخیز جوان (۱۳۵۵ و ۱۳۵۶) و مجله بیدار (۱۳۷۳)، شعر و ترجمه به چاپ سپرد.
الهی به شیوه خودآموز شروع به زبان‌آموزی می‌کند و زبان‌های مختلفی چون یونانی، عربی، انگلیسی، آلمانی و فرانسه را فرا می‌گیرد. او از زبان‌های مختلف، آثار کسانی چون کاوافی، ماندلشتام، رمبو، میشو، هولدرلین، جویس، فلوبر، پروست، الیوت، لورکا، ابن عربی و.. ، را ترجمه می‌کند. تعداد محدودی از آثار او در دوره حیاتش، به چاپ و پخش رسیده‌اند.
در سال ۱۳۴۸ با غزاله علیزاده، نویسنده «خانه ادریسی‌ها» و «شب‌های تهران» ازدواج می‌کند؛ ازدواجی که حدود دو سال می‌پاید. این ازدواج به توصیه درویش حاج مطهرعلیشاه خاکسار آخرین قطار کش درویشان خاکسار انجام شد؛ زیرا هم او و هم غزاله دست ارادت به درویش حاج مطهر داده بودند بگونه ایی که بهنگام تولد فرزندشان حاج مطهر علیشاه با سن بالای ۱۱۰ سال به بیمارستان رفت و برای فرزندشان دعای خیر نمود. 
دخترشان «سلمی» بعدها با مادر زندگی می‌کند. الهی به حمایت مالی عزیزه عَضُدی نشری به نام نشر ۵۱ را به راه می‌اندازد و آن را مدیریت می‌کند، او سعی می‌کند کتاب شاعران نوگرا را چاپ و معرفی کند، از خودش هم چند جلد کتاب آماده می‌کند، اما چاپ نمی‌کند، و آنهایی هم که چاپ می‌شوند به پخش نمی‌رسند (به جز چاپ دوم ساحت جوانی). دیری نمی‌پاید که کار نشر به بن‌بست می‌رسد. حساسیت او و دقّت وسواس‌گونه‌اش چاپ آثارش را سال‌ها و سال‌ها به تأخیر می‌اندازد، اما در این میان بالاخره کتاب‌هایی مثل کتابِ اشعار نرودا به نام «بیست شعر عاشقانه و یک سرود نومیدی» (۱۳۵۲) که چهار سال بعد به چاپ دوم هم می‌رسد، کتاب «اشعار حلاج» (۱۳۵۴)، «ساحت جَوّانی» از هانری میشو (۱۳۵۹) و کتاب رمبو به نام «اوراق مصور آرتور رمبو» (۱۳۶۲) را در نشرهای مختلف امیرکبیر، فاریاب و انجمن فلسفه و … به چاپ و پخش می‌رساند.
در سال ۱۳۶۷ با ژاله کاظمی، نقاش، دوبلور، گوینده و مجری تلویزیون، آشنا می‌شود و ازدواج می‌کند، و در سال ۱۳۷۹ جدا می‌شوند.
سال‌های بعد از فوت ژاله، خصلت انزواگزینی بیژن تشدید می‌شود. رابطه با دوستان را محدود می‌کند، در بر هر کسی نمی‌گشاید و هر کسی را به حضور نمی‌پذیرد. خانه‌اش را «زندان هارون الرشید» می‌داند و سکوتش حتی در جمع دوستان، بلندتر از قبل می‌شود.

## مرگ
بیژن الهی سرانجام، بعدازظهرِ نهم آذر ۱۳۸۹، دچار سکته قلبی می‌شود و در حین انتقال به بیمارستان دار فانی را وداع می‌گوید. پیکر او بنا بر وصیتی که به دوستی همدل سپرده بود، به روستای بیجده‌نو (بیجدنو) از توابع شهرستان مرزن‌آباد منتقل و در همان‌جا به خاک سپرده می‌شود» بنا بر وصیتش، بر سنگ گور او هیچ‌چیز جز امضایش حک نشد.

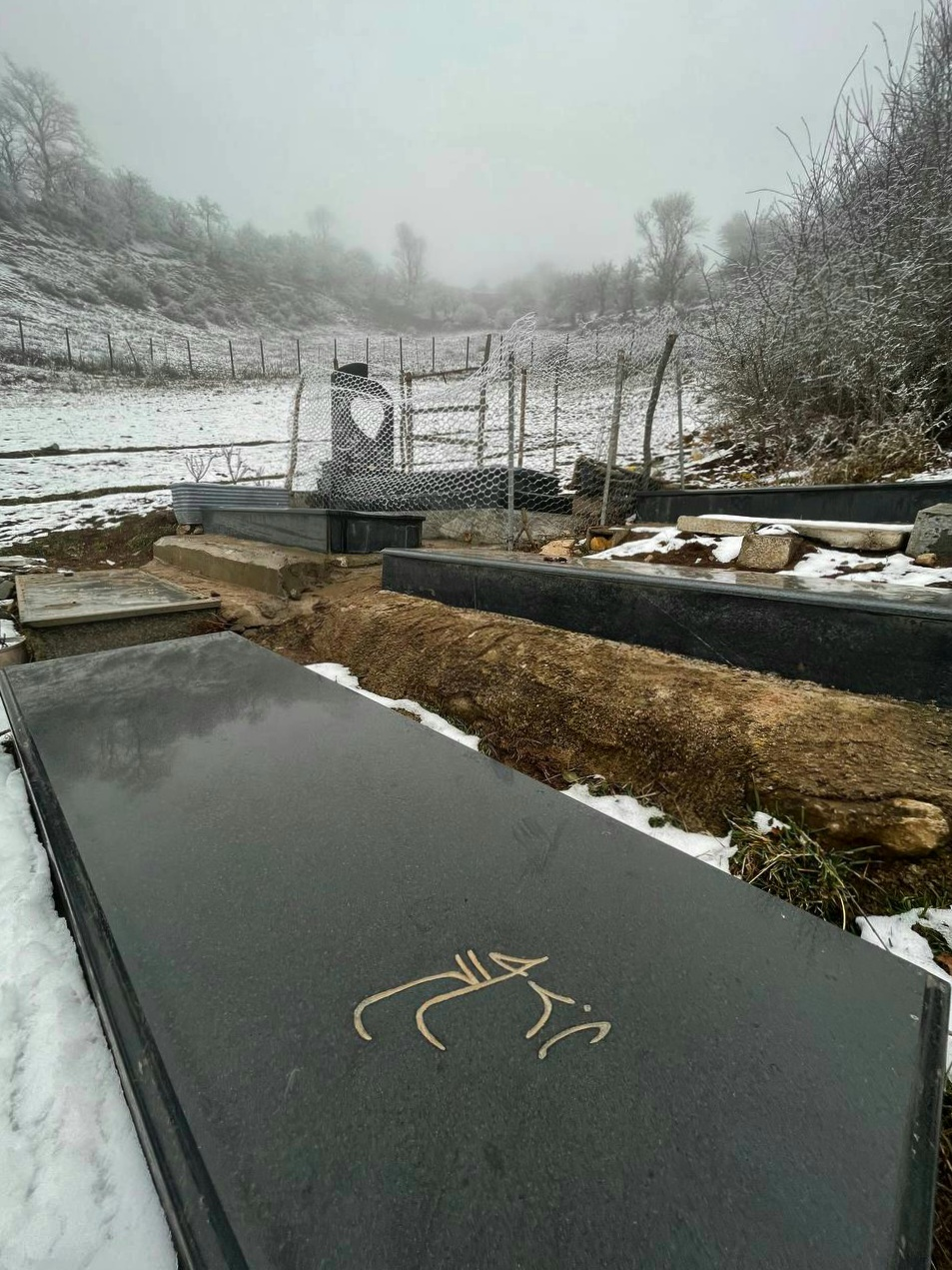
آرامگاه بیژن الهی (روستای بیجده نو؛ مرزن‌آباد)

## نمونهٔ اشعار
مرا دَفنِ سراشیب‌ها کنید که تنها
نَمی از باران‌ها به من رسد اما
سیلابه‌اش از سر گذر کند
مثل عمری که داشتم.

### تألیف
- دیدن. تهران: بیدگل، ۱۳۹۳. شابک  ۹۷۸۶۰۰۵۱۹۳۶۶۴
- جوانی‌ها: چهل و یک تا پنجاه و یک. تهران: بیدگل، ۱۳۹۴. شابک  ۹۷۸۶۰۰۵۱۹۳۸۹۳

### ترجمه
- چهارشنبهٔ خاکستر. ت.س. الیوت. تهران: پیکره، ۱۳۹۰. شابک  ۹۷۸۶۰۰۹۲۴۳۳۶۵
- بهانه‌های مأنوس. فلوبر…[و دیگران]. تهران: بیدگل، ۱۳۹۳. شابک  ۹۷۸۶۰۰۵۱۹۳۸۳۱
- اشراق‌ها: اوراق مصور آرتور رمبو (شعرهای به نثر ۱۸۷۵–۱۸۷۲). تهران: بیدگل، ۱۳۹۴. شابک  ۹۷۸۶۰۰۷۸۰۶۱۹۷
- نیت خیر. فریدریش هلدرلین. با مراقبت عزیزه عضدی. تهران: بیدگل، ۱۳۹۴. شابک  ۹۷۸۶۰۰۵۱۹۳۹۴۷
- مستغلات. هانری میشو. تهران: بیدگل، ۱۳۹۴. شابک  ۹۷۸۶۰۰۷۸۰۶۲۴۱
- حلاج‌الاسرار (اخبار و اشعار). ح‍س‍ی‍ن‌ب‍ن م‍ن‍ص‍ور ح‍لاج. تهران: بیدگل، ۱۳۹۵. شابک  ۹۷۸۶۰۰۶۷۲۸۲۵۴
- درهٔ علف هزار رنگ. شکسپیر، پو…. جنگی از گردانده‌های بیژن الهی. تهران: بیدگل، ۱۳۹۵. شابک  ۹۷۸۶۰۰۷۸۰۶۲۹۶
- صبح روان؛ کنستانتین کاوافی. تهران: بیدگل، ۱۳۹۶ شابک ۹۷۸۶۰۰۷۸۰۶۵۷۹

### پیرامون آثار
- این شماره با تأخیر ۶: بیژن الهی. با نظر م. طاهرنوکنده. تهران: آوانوشت، ۱۳۹۰. شابک  ۹۷۸۶۰۰۹۱۸۹۳۵۹
- بیژن الهی. داریوش کیارس. تهران: پیکره، ۱۳۹۳. شابک  ۹۷۸۶۰۰۹۲۴۳۳۹۶
- بیژن الهی: تولید جمعی شعر و کمال ژنریک. علی سطوتی‌قلعه. تهران: اختران، ۱۳۹۶. شابک  ۹۷۸۹۶۴۲۰۷۱۵۹۳
- مقاله «نظریه ترجمه در آثار بیژن الهی»، سارا هلاله https://www.civilica.com/Paper-CFTCONF01-CFTCONF01_003.html
- مقاله «آشنایی زدایی در شعر بیژن الهی»، سارا هلاله: https://www.civilica.com/Paper-CIIC01-CIIC01_002.html
- مجله بهین نامه: ویژه بیژن الهی. سارا هلاله، «شعر ترجمه نظریه»، شماره اول. زمستان ۱۳۹۶، ص۸۲–۹۰.
- مجله بهین نامه: ویژه بیژن الهی. سارا هلاله، مقاله «بیژن الهی از آغاز تا پایان» به همراه گاه‌شمار و کتابشناسی، شماره اول. زمستان ۱۳۹۶، ص۱۰–۱۸.

## دیدگاه‌ها
- دربارهٔ موسیقی محسن نامجو: بیژن الهی در مقام قیاسِ قطعهٔ زلف محسن نامجو با اجراهای فرامرز اصلانی از اشعار حافظ، گفته است: «این کاری‌ست که به فرامرز اصلانی می‌گفتم، باید با حافظ بکنی و هرگز نکرد.»[۱۰]

## در نگاه دیگران
- اسماعیل خویی، شاعر و فلسفه‌دان، دربارهٔ بیژن الهی به بی‌بی‌سی فارسی این‌چنین می‌گوید: «او شاعر نوآوری بود و به آنچه داشت هرگز راضی نمی‌شد. هر راهی که می‌رفت و هر کاری که می‌کرد، برای این بود که گونه‌های شعر خودش را نوتر کند؛ او به عالم عشق به معنای عرفانی‌اش راه یافت و ترجمه‌های خوبی از شعرهای منصور حلّاج ارائه کرد. او زبان فرانسه را خوب می‌دانست. قصدش از پژوهش در شعر فرانسه بیشتر آموختن بود تا ترجمه کردن ولی دید که ترجمهٔ شعر هم زمینه‌ای است برای تمرین سرودن؛ با رفتن او دفتر یک گونه از شعر نیمایی بسته می‌شود.»[۱۱]